# Hotel van Financiën
Het Hotel van Financiën (Frans: Hôtel des Finances) is een 18e-eeuws neoclassicistisch gebouw gelegen aan de Wetstraat 12 te Brussel. Sedert 1836 houden de Belgische ministers van Financiën er kantoor. 
Aanvankelijk was het opgetrokken als een private residentie (1780) in wat toen nog de Brabantstraat heette. Vanaf 1789 nam de aristocraat Adrien Ange de Walckiers er zijn intrek en stond het gekend als het Hôtel Walckiers. Hij was een rijk man en had de leiding over de Banque de Nettinne. Vanaf 1830 was rechtenprofessor Xavier Jacquelart korte tijd eigenaar.